# 王慕曾
王慕曾（1909年12月16日－1994年5月30日)，江蘇武進人。民國22年畢業於中央預校行政系，之後就讀復旦大學社會科學系，曾受訓於中央訓練團第31期。民國22年任江蘇民政廳視察員，於24年辭職。同年7月就任中央政治學校（國立政治大學前身）編譯組長，之後歷任軍委會視察副組長、中央訓練團黨政班訓幹、中央訓練團黨政高級班訓務副組長、中央政治學校指導部主任、國立政治大學指導部主任、國立政治大學教授、國立政治大學校務委員會、教育部特約編審、國民大會江蘇省代表。出版有《總裁有關人事制度之訓示》（中央預校，1941年）作品。